# Campsicnemus rhyphopus
Campsicnemus rhyphopus är en tvåvingeart som beskrevs av Hardy och Linda M. Kohn 1964. Campsicnemus rhyphopus ingår i släktet Campsicnemus och familjen styltflugor. Inga underarter finns listade i Catalogue of Life.